# Афенагор (тиран Ефеса)
Афенагор (дав.-гр. Ἀθηναγόρας) — тиран давньогрецького міста Ефес середини VI ст.до н. е.
Скористався сум'ятицею, викликаною несподіваною для ефесців поразкою лідійского царя Креза у війні з персами і захопив владу у місті. Погодився визнати владу Ахеменідів в обмін на збереження автономії Ефеса. Супротивників персів і власних ворогів висилав із міста. Так, в еміграції у сусідніх Клазоменах за тиранії Афенагора опинився видатний ефеський поет Гіппонакт.